# José de Jesús Corona
José de Jesús Corona Rodriguez, (født 26. januar 1981 i Guadalajara, Jalisco) er en mexicansk fodboldmålmand som i øjeblikket spiller for Cruz Azul i Primera División de México.

## Klubkarriere
Corona startede sin karriere hos F.C. Atlas i 2002, og blev senere en vigtig målmand for Atlas. Corona spillede 47 kampe fra 2002 til 2004, indtil han skiftede over til Tecos UAG i 2004. Han er mest kendt for hans enestående præstation mod Boca Juniors, hvor han spillede for Guadalajara som han var lånt ud til under 2005-udgaven af Copa Libertadores. 
Den 16. juni, 2009, underskrev Corona en treårig kontrakt med Cruz Azul. Takket være ham, nåede Cruz Azul frem til ligafinalen mod C.F. Monterrey, og sluttede på en andenplads.

## Internationale karriere
Corona spiller for Mexico, og blev udtaget til at repræsentere sit land under VM 2006 som anden målmand. Han deltog dog ikke under nogen af Mexicos fire kampe. I 2007 udtog den tidligere landstræner Hugo Sánchez ham i den 23-mands store trup forud for CONCACAF Gold Cup, som tredje målmand.
Han skulle oprindeligt have repræsenteret Mexico under Gold Cup 2011 som en af målmændene, men efter at han deltog i en slåskamp under semifinalerne i Primera División 2010/11 mellem hans hold Cruz Azul og Monarcas Morelia, valgte Mexicos landstræner, José Manuel de la Torre at suspendere ham fra den trup som skulle spille under Copa America 2011, på grund af voldelig adfærd. Han blev erstattet i truppen af Jonathan Orozco. Corona kunne derfor heller ikke at spille, det første 6 kampe under Apertura-sæsonen i 2011. Corona blev erstattet af Yosgart Gutierrez.

### Internationale optrædener
| Nr. | Dato                | Sted                              | Modstander          | Mål | Resultat | Turnering                           |
| --- | ------------------- | --------------------------------- | ------------------- | --- | -------- | ----------------------------------- |
| 1.  | 27. april, 2005     | Chicago, USA                      | Polen               | 1   | 1–1      | Venskabskamp                        |
| 2.  | 8. juli, 2005       | Carson, Californien, USA          | Sydafrika           | 2   | 1–2      | CONCACAF Gold Cup 2005              |
| 3.  | 8. oktober, 2005    | San Luis Potosí, Mexico           | Guatemala           | 2   | 5–2      | Kvalifikation til VM i fodbold 2006 |
| 4.  | 12. oktober, 2005   | Puerto España, Trinidad og Tobago | Trinidad og Tobago  | 2   | 1–2      | Kvalifikation til VM i fodbold 2006 |
| 5.  | 14. december, 2005  | Phoenix, Arizona, USA             | Ungarn              | 0   | 2–0      | Venskabskamp                        |
| 6.  | 25. januar, 2006    | San Francisco, USA                | Norge               | 1   | 2–1      | Venskabskamp                        |
| 7.  | 2. juni, 2007       | San Luis Potosí, Mexico           | Iran                | 0   | 4–0      | Venskabskamp                        |
| 8.  | 28. juni, 2009      | San Diego, USA                    | Guatemala           | 0   | 0–0      | Venskabskamp                        |
| 9.  | 30. september, 2009 | Dallas, USA                       | Colombia            | 2   | 1–2      | Venskabskamp                        |
| 10. | 11. august, 2010    | Mexico City, Mexico               | Spanien             | 1   | 1–1      | Venskabskamp                        |
| 11. | 12. oktober, 2010   | Ciudad Juarez, Mexico             | Venezuela           | 0   | 2–2      | Venskabskamp                        |
| 12. | 11. februar, 2011   | Atlanta, USA                      | Bosnien-Hercegovina | 0   | 2–0      | Venskabskamp                        |
| 13. | 25. januar, 2012    | Houston, USA                      | Venezuela           | 1   | 3–1      | Venskabskamp                        |
| 14. | 27. maj, 2012       | East Rutherford, USA              | Wales               | 0   | 2–0      | Venskabskamp                        |
| 15. | 3. juni, 2012       | Arlington, USA                    | Brasilien           | 0   | 2–0      | Venskabskamp                        |
| 16. | 8. juni, 2012       | Mexico City, Mexico               | Guyana              | 1   | 3–1      | Kvalifikation til VM i fodbold 2014 |
| 17. | 12. juni, 2012      | San Salvador, El Salvador         | El Salvador         | 1   | 2–1      | Kvalifikation til VM i fodbold 2014 |

## Meritter

### Internationale
Mexico
- Vinder (1): CONCACAF Gold Cup 2009
- Vinder (1): Panamerikanske lege 2011
- Vinder (1): Sommer-OL 2012